# Chiropterotriton dimidiatus
Chiropterotriton dimidiatus е вид земноводно от семейство Безбелодробни саламандри (Plethodontidae). Видът е застрашен от изчезване.

## Разпространение
Разпространен е в Мексико.